# 제트코스터러브
〈제트코스터러브〉(ジェットコースターラブ, Jet Coaster Love)는 카라의 일본 3번째 싱글이다. 타이틀 곡 제트코스터 러브는 TBC (Japanese Aesthetic Salons) 광고의 CM 송이며, 커플링 곡 〈지금 전하고 싶은 말, “고마워요”〉(今、贈りたい『ありがとう』)는 카라가 주연으로 출연하는 TV 도쿄의 드라마 우라카라의 엔딩곡이다.

## 발매 및 배경
앨범 발매에 앞서 선 공개된 제트코스트 러브 음원은 일본의 주요 음원 차트에서 1위를 하는 인기를 보여주었다. 특히나 2010년 음원랭킹 1위인 니시노 카나와의 맞대결에서 얻은 성과라 더욱 대단하다. 일본 최고의 모바일 사이트인 레코쵸쿠 싱글 다운로드, 뮤직클립, 비디오 차트에서 주간 1위, 아이툰즈 차트에서는 제트코스트 러브는 커플곡과 함께 싱글 다운로드 부문을 1, 2위로 싹쓸이했으며, 오리콘 모바일 차트에서도 주간 1위를 차지했다. 또한 주요 음원 사이트인 모라음원, MUSICO, DWANGO에서 주간과 일간 차트에서 정상을 차지했다.
발매 예정일은 2011년 3월 23일의 예정이었지만, 동년 3월 11일에 발생한 2011년 도호쿠 지방 태평양 앞바다 지진으로 원활한 물류 수송을 위해 4월 6일로 연기되었다. 일본 동북 대지진과 쓰나미로 인한 엄청난 인적, 물적 피해의 조속한 복구와 삶의 터전을 잃은 피해자들의 지원을 위해 카라와 DSP 미디어는 새 싱글의 앨범과 음원의 모든 수익을 기부하기로 결정했다. 또한 지진으로 인해 앨범 발매가 연기되자 구하라는 안타까운 마음에 개인적으로 1억원을 기부했다.

## 차트 성적
일본 대지진 여파로 발매가 연기되는 상황에도 불구하고 발매 첫 주 12만3,000장의 판매량을 기록하며 첫 주간 차트 정상을 차지하며 카라가 일본에서 발매한 싱글 중 첫 주 최고 판매량이다. 카라는 첫 오리콘 주간 랭킹 1위로 세가지 대기록을 세웠다.
- 오리콘이 1968년 1월 싱글 앨범 순위를 발표하기 시작한 이후 43년 4개월 만에 처음으로 해외 여성 그룹이 싱글 발매 첫 주 정상을 차지.
- 해외 여성 그룹의 주간 1위는 30년 5개월 만에 카라가 처음이다. 1980년 11월 17일 영국 여성 그룹 놀란스가 "Dancing Sister"로 정상에 오른 바 있다. (발매 16주 만에 1위)
- 한국 걸 그룹 중 오리콘 주간 싱글 차트 첫 1위
- 해외 여성 가수가 오리콘 주간 싱글 차트 정상을 차지한 것 2005년 4월 11일 보아 이후 처음이다.

## 트랙 리스트
| #  | 제목                                                                                      | 작사                        | 작곡         | 편곡                        | 재생 시간 |
| -- | ----------------------------------------------------------------------------------------- | --------------------------- | ------------ | --------------------------- | --------- |
| 1. | 〈ジェットコースターラブ (제트코스터러브)〉                                               | Natsumi Watanabe,Yu Shimoji | 황성제       | 황성제, 김짜르트, ArmySlick | 3:38      |
| 2. | 〈今、贈りたい『ありがとう』 (이마 오쿠리타이 아리가토→지금 전하고 싶은 말, '고마워요')〉 | Simon Isogai                | Simon Isogai | Simon Isogai                | 5:51      |
| 3. | 〈ジェットコースターラブ (Inst.)〉                                                        |                             | 황성제       | 황성제, 김짜르트, ArmySlick | 3:38      |
| 4. | 〈今、贈りたい『ありがとう』 (Inst.)〉                                                    |                             | Simon Isogai | Simon Isogai                | 5:51      |

| #  | 제목 | 작사              | 작곡       | 재생 시간 |
| -- | --- | ----------------- | ---------- | --------- |
| 5. | 〈"SOS" (Army Slick’s 2011 bavtronic mix) (Bonus Track (Limited Edition Version C))〉 (Army Slick’s 2011 bavtronic mix) | Shoko Fujibayashi | Army Slick | 5:03      |